# Championnat d'Uruguay de football 1971
Navigation
Édition précédente Édition suivante
La 69e édition du championnat d'Uruguay de football est remportée par le Club Nacional de Football. C’est le trentième titre de champion du club, le troisième consécutif. Le Nacional l’emporte avec un point d’avance sur le Club Atlético Peñarol. Liverpool Fútbol Club complète le podium.
La première phase consiste en un championnat regroupant les onze équipes de la première division en matchs aller-retour. Au terme des vingt premiers matchs, le championnat est scindé en deux groupes de six et cinq équipes. Les six premiers disputent une poule pour le titre et les cinq dernières une poule pour échapper à la relégation. 
Le premier de la poule A est proclamé champion d’Uruguay et le dernier de la poule B est relégué en deuxième division. Racing Club de Montevideo quitte l’élite uruguayenne. Ce club y est remplacé par le Club Atlético Rentistas qui y fait pour l’occasion sa toute première apparition ;
Tous les clubs participant au championnat sont basés dans l’agglomération de Montevideo.
L’argentin Luis Artime (Nacional) termine avec  16 buts meilleur buteur du championnat pour la troisième année consécutive.

## Les clubs de l'édition 1971
| \| Montevideo: · Bella Vista · Club Atlético Cerro · Nacional · Peñarol · Club Atlético Progreso · Racing Club · Sud América · Defensor · Liverpool · River Plate · Huracán Buceo · Danubio Fútbol Club · Central Montevideo \| Localisation des clubs engagés dans le championnat. |
| Montevideo: · Bella Vista · Club Atlético Cerro · Nacional · Peñarol · Club Atlético Progreso · Racing Club · Sud América · Defensor · Liverpool · River Plate · Huracán Buceo · Danubio Fútbol Club · Central Montevideo                                                           |

| Club                                  | Stade                       | Capacité | Ville      |
| ------------------------------------- | --------------------------- | -------- | ---------- |
| Club Atlético Bella Vista             | Parque José Nasazzi         | -        | Montevideo |
| Club Atlético Cerro                   | Estadio Luis Tróccoli       | -        | Montevideo |
| Central Español Fútbol Club           | -                           | -        | Montevideo |
| Danubio Fútbol Club                   | Jardines Del Hipódromo      | -        | Montevideo |
| Defensor Sporting Club                | Estadio Luis Franzini       | -        | Montevideo |
| Club Social y Deportivo Huracán Buceo | Parque Huracán              | -        | Montevideo |
| Institución Atlética Sud América      | -                           | -        | Montevideo |
| Liverpool Fútbol Club                 | -                           | -        | Montevideo |
| Club Nacional de Football             | Estadio Gran Parque Central | -        | Montevideo |
| Club Atlético Peñarol                 | Estadio Centenario          | -        | Montevideo |
| Racing Club de Montevideo             | Parque Osvaldo Roberto      | -        | Montevideo |
| Club Atlético River Plate             | -                           | -        | Montevideo |

## Compétition

### Classement

#### Premier tour
Le classement est établi sur le barème de points suivant : victoire à 2 points, match nul à 1, défaite à 0.
| Rang | Équipe                                | Pts | J  | G  | N  | P  | Bp | Bc | Diff |
| ---- | ------------------------------------- | --- | -- | -- | -- | -- | -- | -- | ---- |
| 1    | 'Club Nacional de Football T'         | 32  | 22 | 12 | 8  | 2  | 42 | 17 | +25  |
| 2    | Club Atlético Peñarol                 | 32  | 22 | 13 | 6  | 3  | 40 | 23 | +17  |
| 3    | Liverpool Fútbol Club                 | 29  | 22 | 10 | 9  | 3  | 31 | 16 | +15  |
| 4    | Club Atlético Bella Vista             | 27  | 22 | 10 | 7  | 5  | 28 | 19 | +9   |
| 5    | Danubio Fútbol Club P                 | 25  | 22 | 10 | 5  | 7  | 24 | 25 | -1   |
| 6    | Club Atlético Cerro                   | 20  | 22 | 6  | 8  | 8  | 26 | 36 | -10  |
| 7    | Club Atlético River Plate             | 20  | 22 | 4  | 12 | 6  | 18 | 22 | -4   |
| 8    | Defensor Sporting Club                | 20  | 22 | 6  | 8  | 8  | 14 | 18 | -4   |
| 9    | Club Social y Deportivo Huracán Buceo | 17  | 22 | 6  | 5  | 11 | 27 | 30 | -3   |
| 10   | Institución Atlética Sud América      | 16  | 22 | 3  | 10 | 9  | 20 | 27 | -7   |
| 11   | Racing Club de Montevideo             | 13  | 22 | 3  | 7  | 12 | 23 | 44 | -21  |
| 12   | Central Español Fútbol Club P         | 13  | 22 | 2  | 9  | 11 | 21 | 37 | -16  |

| Légende : Qualifications et relégations | Légende : Qualifications et relégations      |
| --------------------------------------- | -------------------------------------------- |
|                                         | Qualification pour la Copa Libertadores 1972 |
|                                         | Disputent la poule de relégation             |
|                                         | T : Tenant du titre P : Promus               |

#### Groupe A
| Rang | Équipe                                | Pts | J | G | N | P | Bp | Bc | Diff |
| ---- | ------------------------------------- | --- | - | - | - | - | -- | -- | ---- |
| 1    | 'Club Nacional de Football T'         | 8   | 5 | 3 | 2 | 0 | 10 | 6  | +4   |
| 2    | Club Atlético Peñarol                 | 7   | 5 | 3 | 1 | 1 | 11 | 7  | +4   |
| 3    | Liverpool Fútbol Club                 | 5   | 5 | 2 | 1 | 2 | 7  | 5  | +2   |
| 4    | Club Social y Deportivo Huracán Buceo | 5   | 5 | 1 | 3 | 1 | 6  | 9  | -3   |
| 5    | Danubio Fútbol Club                   | 3   | 5 | 0 | 3 | 2 | 2  | 4  | -2   |
| 6    | Club Atlético Bella Vista             | 2   | 5 | 0 | 2 | 3 | 7  | 12 | -5   |

| Légende : Qualifications et relégations | Légende : Qualifications et relégations |
| --------------------------------------- | --------------------------------------- |
|                                         | Champion d'Uruguay                      |
|                                         | T : Tenant du titre P : Promus          |

#### Groupe B
| Rang | Équipe                           | Pts | J | G | N | P | Bp | Bc | Diff |
| ---- | -------------------------------- | --- | - | - | - | - | -- | -- | ---- |
| 1    | Central Español Fútbol Club      | 8   | 5 | 3 | 2 | 0 | 10 | 4  | +6   |
| 2    | Club Atlético Cerro              | 6   | 5 | 2 | 2 | 1 | 11 | 9  | +2   |
| 3    | Club Atlético River Plate        | 6   | 5 | 2 | 2 | 1 | 9  | 7  | +2   |
| 4    | Institución Atlética Sud América | 6   | 6 | 3 | 0 | 2 | 7  | 4  | +3   |
| 5    | Defensor Sporting Club           | 3   | 5 | 1 | 1 | 3 | 5  | 9  | -4   |
| 6    | Racing Club de Montevideo        | 1   | 5 | 0 | 1 | 4 | 4  | 13 | -9   |

| Légende : Qualifications et relégations | Légende : Qualifications et relégations |
| --------------------------------------- | --------------------------------------- |
|                                         | relégué en deuxième division            |

## Bilan de la saison
| Championnat d'Uruguay de football 1971 |                                       |
| Champion                               | Club Nacional de Football (30e titre) |
| Qualifications continentales           |                                       |
| Copa Libertadores 1972                 | Club Nacional de Football             |
| Copa Libertadores 1972                 | Club Atlético Peñarol                 |
| Promotions et relégations              |                                       |
| Promus en Primera División             | Club Atlético Rentistas               |
| Relégués en Intermedia                 | Racing Club de Montevideo             |

## Statistiques

### Meilleur buteur
- Luis Artime  (Nacional) 16 buts.